# Ben Burtt
Benjamin Burtt, Jr. (12 de julho de 1948) é um sonoplasta e editor de vídeo estadounidense.
Ele é famoso por ser o sonoplasta nas séries Star Wars e Indiana Jones; e nos filmes E.T. the Extra-Terrestrial (1982), Invasion of the Body Snatchers (1978) e WALL-E (2008).
Burtt foi quem criou os sons iconicos da saga Star Wars, incluindo a "voz" de R2-D2, o zumbido da sabre de luz e a respiração de Darth Vader, tendo recebido um Oscar especial por seu trabalho. 